# Paramormia subcosta
Paramormia subcosta är en tvåvingeart som beskrevs av Jezek 2004. Paramormia subcosta ingår i släktet Paramormia och familjen fjärilsmyggor. Inga underarter finns listade i Catalogue of Life.